# Parti croate du droit de BiH
Pour les articles homonymes, voir Parti croate du droit.

Logo du Parti croate du droit de BiH.

Le Parti croate du droit de BiH (en croate : Hrvatska Stranka Prava, abrégé en HSP) est un parti politique ultra-nationaliste et d'extrême droite croate de Bosnie-Herzégovine, avec une emphase particulière sur la Serbophobie. Il est la branche en Bosnie-Herzégovine du Parti croate du droit en Croatie.
Lors des élections législatives du 5 octobre 2002, le parti n'a pas gagné de siège à la chambre des représentants de Bosnie-Herzégovine mais 1 des 140 sièges à la chambre des représentants de la fédération de Bosnie-et-Herzégovine.